# Provincia de Villa Clara
La provincia de Villa Clara es una de las 16 provincias que conforman la República de Cuba. Se sitúa en la región central de la nación. Limita al norte con el golfo de México, el estrecho de la Florida y el canal viejo de Bahamas, al sureste con la provincia de Sancti Spíritus, al suroeste con la provincia de Cienfuegos y al Oeste con la provincia de Matanzas.

## Orígenes
A principios del siglo XVI, se fundaron las Villas de Trinidad y la de Sancti Spíritus. También por estas primeras décadas se incluye la fundación de San Juan de los Remedios, por lo que comenzó a llamárseles Los Tres Lugares o Villas, en 1689 se fundó un nuevo asentamiento denominado Villa Santa Clara, ya serían Los Cuatro Lugares o Villas.

## Historia
Su capital es la ciudad de Santa Clara también conocida como la Ciudad de Marta Abreu y el Che. En la ciudad de Santa Clara descansan los restos del Che Guevara. Esta ciudad, fundada en 1689 bajo el nombre de Gloriosa Santa Clara, fue en 1879 la capital de la provincia de Santa Clara, conocida históricamente como Las Villas. 

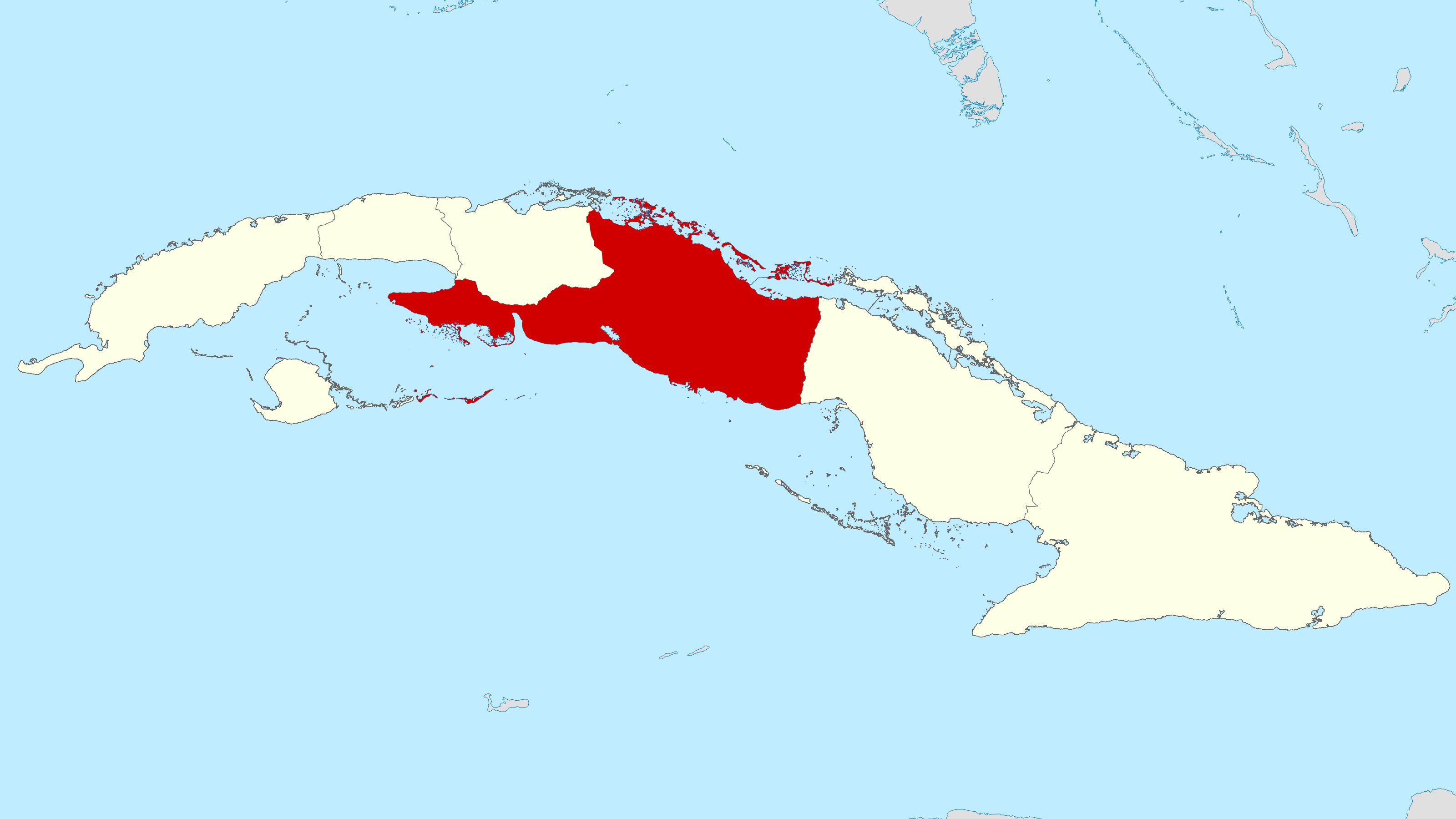
Provincia de Santa Clara en 1878

En 1940 se cambia oficialmente el nombre a Provincia de Las Villas. En 1976 La Provincia de Las Villas se divide en tres provincias: Cienfuegos, Sancti Spíritus y Villa Clara.

## División jurisdiccional
En 1812, Sagua la Grande se separó de la jurisdicción de Villa Clara y Fernandina de Jagua (Cienfuegos), fundada en 1819, alcanzó la categoría de ciudad en 1830, ambas quedarían como jurisdicciones independientes, por lo que el territorio central estaría conformado por seis villas que a su vez constituyen regiones históricas; continuaron hermanadas bajo el nombre de Las Villas, pero el 9 de junio de 1878, por Real Decreto del Gobierno Español, se dividió el territorio cubano en seis provincias que tomarían los nombres de sus ciudades cabeceras, de ahí que Las Villas se llamaría Santa Clara, nombre que mantuvo oficialmente hasta la Constitución de 1940 donde se retomó el que tradicionalmente, de forma popular, recibía y vuelve a ser Las Villas conformada por seis Partidos Judiciales: Trinidad, Sancti Spíritus, San Juan de los Remedios, Santa Clara, Sagua la Grande y Cienfuegos.
Al triunfo revolucionario en 1959, Las Villas perdió parte de su territorio, la península de Zapata, que pasó a la provincia de Matanzas.

## Regiones
En 1963 el Gobierno Revolucionario organizó las regiones, como eslabón intermedio entre las provincias y los municipios; en Las Villas se constituyeron seis: Sancti Spíritus, Escambray, Cienfuegos, Santa Clara, Sagua la Grande, Remedios y Caibarién.
División Política Administrativa

## Himno
El himno Villaclara fue publicado con su música en el Folleto "Homenaje" dedicado a Marta Abreu, el 21 de febrero de 1895 y estrenado el 28 de febrero del mismo año en el Teatro La Caridad con motivo de los festejos ofrecidos por la ciudad de Santa Clara a su benefactora por la instalación del alumbrado eléctrico.
Sus autores fueron Antonio Berenguer y el violinista Néstor Palma, mártir de la Guerra de Independencia.

## Economía
La economía mantuvo una consolidada tradición azucarera hasta fecha muy reciente en que esta actividad se deprimió producto de la enorme crisis económica y literalmente está atravesando un proceso de reestructuración encaminado a una paulatina eliminación del ámbito económico. Otras actividades económicas importantes son: la industria de productos electrodomésticos y semipesada, la industria química, la pesca, el cultivo del café y la actividad silvicultural. Son importantes también los criaderos de mariscos de Caibarién, poblado eminentemente de pescadores. El turismo está localizado en las zonas del lago Hanabanilla y el Escambray, en los cayos y costas del norte, las ciudades de Santa Clara, Remedios y Sagua La Grande, así como en el balneario de aguas minero-medicinales y termales de Elguea.
La provincia está limitada al norte por un sistema de cayos, con pequeñas playas de aguas límpidas y fina arena blanca, que invitan al buceo y a la fotografía submarina.
Esta provincia cuenta con una capacidad total de embalses hidráulicos de 881,2 millones de metros cúbicos.

## Demografía
La población total de la provincia es de 833 424 habitantes, el 77,4 % de los cuales vive en la zona urbana.
La tasa bruta de natalidad es de 13,8 por mil habitantes, mientras que la tasa bruta de mortalidad es de apenas 7,7 por mil habitantes. La esperanza de vida en Villa Clara es de 76 años.

## División administrativa

### Municipios
- Caibarién
- Camajuaní
- Cifuentes
- Corralillo
- Encrucijada
- Manicaragua
- Placetas
- Quemado de Güines
- Ranchuelo
- Remedios
- Sagua la Grande
- Santa Clara
- Santo Domingo

### Otros poblados
- Remates de Ariosa
- Carrillo
- Mata
- Braulio Coroneaux
- Hatillo
- Esperanza
- Manajanabo
- Falcón
- Oliver
- Miller
- Rancho Veloz
- Taguayabón
- Luis Arcos Bergnes
- Vega Alta
- Isabela de Sagua
- La Panchita
- Riquelme
- Vueltas
- Mataguá
- San Diego del Valle
- Cascajal
- Manacas
- Sitiecito
- Calabazar de Sagua
- Zulueta
- Báez
- Motembo
- Quintín Banderas
- El Santo
- La laguna del muerto
- El Arca de Noe
- Caguagua